# Покољ у Банском Грабовцу
Покољ у Грабовцу је назив за усташки ратни злочин на подручју Банског Грабовца на почетку Другог свјетског рата.
Након инвазије Трећег рајха на Југославију, Адолф Хитлер је успоставио Независну Државу Хрватску (НДХ), марионетску државу којом је владао фашистички хрватски усташки режим на челу са Антом Павелићем. Усташе су тада кренуле у кампању геноцида над српским, јеврејским и ромским становништвом унутар граница државе.
До масакра је дошло након аката отпора против НДХ од стране наоружаних српских сељака. Први већи сукоб између усташа и антифашиста на подручју Хрватске догодио се у селу Бански Грабовац 23-24. јула 1941. када су 42 побуњеника упала на зграду општине и железничку станицу, запленивши више од 50 пушака. Усташе су 24-25. јула заузеле село и ухапсиле више од 1.200 Срба из околних села. Приближно 800 људи је стрељано и убијено на лицу мјеста, док су остали одведени у логор Јадовно и тамо убијени. Готово целокупно српско становништво села је уништено. Побијени на лицу места сахрањени су у масовним гробницама у близини сеоске станице.
За свега три дана, од 24. јула до 26. јула 1941. године убијено је најмање 1.200 Срба, иако неке процене иду и више од 1.800 Срба махом цивила, гдје је било и мале деце млађе од 12 година.
У том покољу страдали су и мештани околних насеља, који су у страху од покоља се склонили у том подручју.
Ово је само један у низу злочина који је Усташки режим НДХ учинио у периоду од 1941-1945. године, тако да је подручје Баније и Кордуна постало једно од најстрадалнијих регија у целој Европи.